# Bridgman Award
Der Bridgman Award ist ein Preis der International Association for the Advancement of High Pressure Science and Technology (AIRAPT), der für die Physik und Chemie hoher Drucke alle zwei Jahre vergeben wird. Er ist nach Percy Williams Bridgman benannt, dem Nobelpreisträger und Pionier der Forschung auf diesem Gebiet.

## Preisträger
- 1977 Harry George Drickamer
- 1979 Boris Vodar, Frankreich
- 1981 E. Ulrich Franck (1920–2004), Prof. für Physikalische Chemie an der Universität Karlsruhe
- 1983 Albert Francis Birch (1903–1992), Geophysiker und Mineraloge, Professor in Harvard
- 1985 Nestor Joseph Trappeniers (1922–2004), Professor in Amsterdam
- 1987 Francis P. Bundy (1910–2008), Diamantsynthese unter hohem Druck bei General Electric 1954
- 1989 Ho-kwang Mao, Carnegie Institution, Washington D.C.
- 1991 Shigeru Minomura (1923–2000), Prof. am Institut für Festkörperforschung in Tokio, später in Hokkaido und an der Okayama-Universität
- 1993 Arthur L. Ruoff, Professor an der Cornell University
- 1995 Bogdan Baranowski (1927–2014), Professor für Physikalische Chemie in Warschau
- 1997 William A. Bassett (* 1931), Professor für Geologie, Cornell University
- 1999 Vladimir Fortov
- 2001 William J. Nellis
- 2003 Neil Ashcroft
- 2005 Sergei Mikhailovich Stishov, Professor und Direktor des Instituts für Hochdruckphysik der Russischen Akademie der Wissenschaften
- 2007 Takehiko Yagi, Professor am Institut für Festkörperphysik, Universität Tokio
- 2009 Russell J. Hemley, Direktor des Geophysikalischen Labors, Carnegie Institution, Washington D.C.
- 2011 Eji Ito, emeritierter Professor an der Okayama-Universität
- 2013 Karl Syassen
- 2015 Paul Loubeyre
- 2017 Mikhail Eremets
- 2019 Gilbert Collins
- 2021 Tetsuo Irifune